# Bondsdagverkiezingen 2025
De Duitse Bondsdagverkiezingen van 2025 vonden plaats op zondag 23 februari 2025. Het waren de eenentwintigste federale verkiezingen waarbij een nieuwe Bondsdag werd gekozen. Deze verkiezingen stonden oorspronkelijk gepland op 28 september 2025, maar werden met zeven maanden vervroegd nadat het kabinet-Scholz eind 2024 ten val was gekomen.

## Achtergrond
Bij de vorige Bondsdagverkiezingen in september 2021 kwam de sociaaldemocratische SPD als grootste partij uit de bus. Deze partij vormde samen met Bündnis 90/Die Grünen en de liberale FDP een zogeheten verkeerslichtcoalitie onder leiding van bondskanselier Olaf Scholz. Het was in Duitsland de eerste keer dat een driepartijencoalitie op nationaal niveau tot stand kwam.
Op 6 november 2024 ontstond een regeringscrisis toen minister van Financiën Christian Lindner (FDP) door bondskanselier Scholz werd ontslagen. Dit gebeurde na herhaaldelijke conflicten tussen de FDP en de andere coalitiepartners op het gebied van financiën en economie. Met uitzondering van minister van Verkeer Volker Wissing traden daarop ook de andere FDP-ministers af, waardoor het kabinet viel. Tijdens deze regeringscrisis werd onthuld dat de FDP voorafgaand aan de breuk al een strategisch stappenplan had opgesteld om een einde aan het kabinet te maken.
Op 16 december 2024 werd het vertrouwen in de regering door een grote meerderheid in de Bondsdag formeel opgezegd. Op 27 december 2024 werd het parlement door bondspresident Frank-Walter Steinmeier ontbonden en werden vervroegde verkiezingen aangekondigd. Het waren de eerste vervroegde Bondsdagverkiezingen sinds 2005.

## Kiessysteem
Duitsland kent een systeem van evenredige vertegenwoordiging. Elke stemgerechtigde heeft twee stemmen: een Erststimme en een Zweitstimme. Met de eerste stem wordt een kandidaat uit het betreffende kiesdistrict (Wahlkreis) gekozen. De tweede stem gaat naar een partijlijst (Landesliste), die op deelstaatniveau wordt samengesteld. Er geldt een kiesdrempel van 5%, behalve voor minderheidspartijen zoals de Südschleswigscher Wählerverband (SSW).
In 2023 werd in Duitsland een hervorming van het federale kiesstelsel doorgevoerd. Tot dan toe bestond de Bondsdag uit minimaal 598 afgevaardigden, waarvan de helft (299) vanuit de kiesdistricten direct gekozen werd. De rest van de zetels werd opgevuld door de Zweitstimmen. Wanneer een partij meer Erststimmen kreeg dan het zetelaantal waar ze via de Zweitstimmen recht op had, kreeg ze die extra zetels erbij (de zogenoemde Überhangmandaten). Om de zetelverhoudingen in de Bondsdag kloppend te houden, kregen andere partijen er in dat geval ook zetels bij (de zogenoemde Ausgleichsmandaten). Door deze werkwijze groeide het aantal parlementsleden fors: na de verkiezingen van 2021 waren het er 736. Deze grootte werd als een belemmering gezien voor de effectiviteit van de Bondsdag.
Met de kieswethervorming werd de omvang van de Bondsdag voortaan vastgesteld op 630 leden. De Überhang- en Ausgleichsmandaten werden afgeschaft. Als gevolg is de winnaar van een kiesdistrict niet meer gegarandeerd van een zetel in de Bondsdag. Krijgt een partij te weinig Zweitstimmen om al haar kiesdistrictwinnaars op te nemen, dan vallen diegenen die hun district met de kleinste marge wonnen af.
Om een kleinere Bondsdag te creëren, werd ook gepleit voor het afschaffen van de zogeheten Grundmandatsklausel. Die clausule zorgt ervoor dat partijen die de kiesdrempel niet halen maar wel minimaal drie districten winnen, toch zetels krijgen in verhouding tot hun landelijke stemaandeel. Het schrappen hiervan wordt als nadelig beschouwd voor partijen die op landelijk niveau flirten met de kiesdrempel (zoals Die Linke en de CSU) en werd in 2024 door het Bundesverfassungsgericht deels ongrondwettelijk verklaard. Een voorstel om het aantal kiesdistricten te verlagen van 299 naar 280 werd evenmin doorgevoerd.

## Belangrijkste partijen en kandidaten
| Partij | Partij                                                                                    | Kanselierskandidaat / Spitzenkandidaat | Kanselierskandidaat / Spitzenkandidaat |
| ------ | ----------------------------------------------------------------------------------------- | -------------------------------------- | -------------------------------------- |
|        | Sozialdemokratische Partei Deutschlands (SPD)                                             |                                        | Olaf Scholz                            |
|        | Union: Christlich Demokratische Union Deutschlands (CDU) / Christlich-Soziale Union (CSU) |                                        | Friedrich Merz                         |
|        | Bündnis 90/Die Grünen                                                                     |                                        | Robert Habeck                          |
|        | Freie Demokratische Partei (FDP)                                                          |                                        | Christian Lindner                      |
|        | Alternative für Deutschland (AfD)                                                         |                                        | Alice Weidel                           |
|        | Die Linke                                                                                 |                                        | Heidi Reichinnek & Jan van Aken        |
|        | Bündnis Sahra Wagenknecht (BSW)                                                           |                                        | Sahra Wagenknecht                      |

### SPD
Nadat de SPD bij de verkiezingen van 2021 de grootste partij was geworden, werd Olaf Scholz bondskanselier. Tijdens zijn regeerperiode nam de onvrede onder de Duitse bevolking echter snel toe, voornamelijk vanwege de krimpende economie, stijgende energieprijzen en het immigratiebeleid. Volgens opiniepeilingen wordt het leiderschap van Scholz over het algemeen, zowel door kiezers als media, als zwak beschouwd en hijzelf wordt bestempeld als de minst populaire bondskanselier sinds de Tweede Wereldoorlog. De weerstand tegen Scholz komt deels ook vanuit de SPD zelf: in aanloop naar de verkiezingen werd minister van Defensie Boris Pistorius door een deel van de sociaaldemocraten genoemd als een geschiktere kanselierskandidaat. Pistorius stelde zich echter niet beschikbaar en sprak zijn steun uit voor Scholz, wiens kandidatuur op 25 november 2024 werd bevestigd.

### CDU / CSU
Het forse verlies van de christendemocraten bij de verkiezingen van 2021 maakte het vertrek van toenmalig CDU-leider Armin Laschet onvermijdelijk. Begin 2022 werd Friedrich Merz verkozen tot nieuwe partijleider van de CDU en tevens oppositieleider in de Bondsdag. In vergelijking met het beleid van zijn voorgangers Laschet en Angela Merkel is de partijkoers onder Merz verrechtst. Merz pleit onder meer voor een tijdelijke asielstop en permanente grenscontroles. Op 17 september 2024, al voor de val van het kabinet-Scholz, werd Merz officieel benoemd als kanselierskandidaat namens de Union. CSU-leider Markus Söder stelde zich voor die positie niet beschikbaar.

### Bündnis 90/Die Grünen
De verkiezingscampagne van Bündnis 90/Die Grünen wordt geleid door Robert Habeck en Annalena Baerbock. Beiden bekleedden belangrijke posities in het kabinet-Scholz: Habeck als vicekanselier en minister van Economie en Klimaat, Baerbock als minister van Buitenlandse Zaken. Habeck werd op een partijcongres in november 2024 aangewezen als kanselierskandidaat. Speerpunten voor de partij zijn onder meer ecologische duurzaamheid en sociale rechtvaardigheid.

### FDP
Samen met de SPD en Bündnis 90/Die Grünen maakte de FDP vanaf 2021 deel uit van het kabinet-Scholz. De partijen botsten echter herhaaldelijk over de economische en financiële uitdagingen waar Duitsland voor staat. De FDP pleit onder meer voor belastingverlichtingen en bureaucratievermindering en wil de solidariteitstoeslag en subsidies voor duurzame projecten schrappen. De liberale principes stonden vaak lijnrecht tegenover die van de twee linkse coalitiepartners. In november 2024 werd FDP-leider en minister van Financiën Christian Lindner door bondskanselier Scholz ontslagen, omdat hij weigerde in te gaan op de eis het schuldenplafond op te heffen. De meeste andere FDP-ministers stapten vervolgens ook op, waarna de regering het vertrouwen van de Bondsdag verloor en vervroegde verkiezingen onvermijdelijk werden. Op 17 december 2024 werd Lindner voor de derde Bondsdagverkiezingen op rij gekozen als Spitzenkandidaat.

### AfD
De rechts-radicale Alternative für Deutschland (AfD) kwam sinds de vorige Bondsdagverkiezingen meermaals in opspraak. Zo werd de partij uit de Europese fractie Identiteit en Democratie gezet na een omstreden uitspraak van lijsttrekker Maximilian Krah (die beweerde dat 'niet alle SS'ers automatisch crimineel waren'). Daarnaast werden onder allochtonen in Karlsruhe zogenaamde vliegtickets verspreid waarmee een terugkeer naar hun land van herkomst werd aangekondigd. De grootste ophef veroorzaakte echter een ontmoeting tussen kopstukken van de AfD en neonazi's in november 2023. Bij die bijeenkomst in Potsdam was gesproken over een deportatie van migranten en minderheden. Het leidde in heel Duitsland tot grootschalige protestacties tegen de AfD en verschillende politici van de partij werden sindsdien fysiek aangevallen. De AfD staat onder toezicht van het Bundesamt für Verfassungsschutz (BfV).
Desalniettemin boekte de AfD in 2024 een forse winst bij de deelstaatverkiezingen in Brandenburg, Saksen en Thüringen. In laatstgenoemde deelstaat werd de partij met 32,8% van de stemmen zelfs de grootste. Het was voor het eerst sinds de Tweede Wereldoorlog dat extreemrechts de grootste fractie werd in een Duits deelstaatparlement. Op 7 december 2024 werd Alice Weidel aangewezen als kanselierskandidaat voor de Bondsdagverkiezingen. Zij zorgde in januari 2025 voor beroering door op X uitgebreid in gesprek te gaan met Elon Musk, die ervan verdacht wordt de Duitse verkiezingen te willen beïnvloeden.

### Die Linke
Die Linke haalden bij de verkiezingen van 2021 de kiesdrempel van 5% niet, maar veroverden dankzij het behalen van drie directe mandaten toch 39 zetels in de Bondsdag. Door interne meningsverschillen verlieten tien parlementariërs in oktober 2023 de fractie om een eigen beweging op te richten. Daarmee verloren Die Linke cruciale zetels: de partij viel onder de grens van 37 zetels en raakte daarmee haar status als fractie kwijt. De partij vroeg daarop een groepsstatus aan, waarmee een deel van de debatrechten en financiële steun behouden kon worden.
Op een partijcongres in oktober 2024 werden Ines Schwerdtner en Jan van Aken gekozen als de nieuwe partijvoorzitters van Die Linke. Schwerdtner stelde zich echter niet beschikbaar als Spitzenkandidaat tijdens de Bondsdagverkiezingen. In november 2024 werden Van Aken en Heidi Reichinnek als duo naar voren geschoven voor deze functie. Reichinnek is sinds februari 2024 co-fractieleider van Die Linke in de Bondsdag.

### BSW
De Bündnis Sahra Wagenknecht (BSW) is een nieuwe partij die opgericht werd als een afsplitsing van Die Linke. Kanselierskandidaat namens de partij is Sahra Wagenknecht, die in oktober 2023 met nog negen parlementariërs uit de Bondsdagfractie van Die Linke stapte om haar eigen beweging op te richten. Wagenknecht was onder meer sceptisch over progressieve partijstandpunten inzake groene politiek en immigratie en in 2022 stelde ze tevens de steun voor Oekraïne in de Russisch-Oekraïense Oorlog ter discussie. Wagenknecht verklaarde een sociaal-conservatieve en nationalistischere koers te willen varen om te concurreren met de extreemrechtse AfD. De BSW boekte in september 2024 goede resultaten bij verkiezingen in het oosten van Duitsland en trad in Brandenburg en Thüringen zelfs toe tot de deelstaatregering.

## Televisiedebatten
In aanloop naar de verkiezingen gaan de kandidaten van de belangrijkste partijen verschillende keren met elkaar in debat. De vertegenwoordigers van de twee grootste partijen, bondskanselier Olaf Scholz (SPD) en oppositieleider Friedrich Merz (CDU/CSU), treffen elkaar drie keer een-op-een. Deze debatten worden achtereenvolgens georganiseerd door ARD en ZDF (9 februari 2025), RTL (16 februari 2025) en Welt (19 februari 2025).
De kleinere partijen komen minder aan bod. Op 10 februari 2025 was door de publieke omroepen ARD en ZDF een televisiedebat gepland tussen Robert Habeck (B'90/Die Grünen) en Alice Weidel (AfD), maar beide kandidaten maakten hiertegen bezwaar en eisten aan te mogen schuiven bij het debat tussen Scholz en Merz, de dag ervoor. De AfD meende hier op basis van de opiniepeilingen en de goede resultaten bij de deelstaatverkiezingen recht op te hebben. Habeck beschuldigde de omroepen ervan de verkiezingen met deze indeling te beïnvloeden. Omdat bondskanselier Scholz de eis had gesteld om alleen met Merz in debat te hoeven gaan, werd het verzoek van Habeck en Weidel niet ingewilligd. Het debat op 10 februari kwam vervolgens te vervallen.
Tijdens het laatste televisiedebat, georganiseerd door ARD en ZDF op 20 februari 2025, zijn de acht belangrijkste partijen wel gezamenlijk aanwezig.

## Peilingen
De onderstaande grafiek toont de ontwikkelingen in de opiniepeilingen in de aanloop naar de Bondsdagverkiezingen van 2025.

## Uitslagen
| Partij            | Partij            | Eerste stem | Eerste stem | Eerste stem | Tweede stem | Tweede stem | Tweede stem | Zeteltotaal | Zeteltotaal |
| Partij            | Partij            | Stemmen     | %           | Zetels      | Stemmen     | %           | Zetels      | Zetels      | +/-         |
| ----------------- | ----------------- | ----------- | ----------- | ----------- | ----------- | ----------- | ----------- | ----------- | ----------- |
|                   | SPD               | 9.934.614   | 20,1        | 44          | 10.327.148  | 16,4        | 76          | 120         | -86         |
|                   | CDU               | 12.601.967  | 25,5        | 128         | 11.194.700  | 22,6        | 36          | 164         | +12         |
|                   | B'90/Grüne        | 5.442.912   | 11,0        | 12          | 5.761.476   | 11,6        | 73          | 85          | -33         |
|                   | FDP               | 1.623.351   | 3,3         | -           | 2.148.878   | 4,3         | -           | -           | -91         |
|                   | AfD               | 10.175.438  | 20,6        | 42          | 10.327.148  | 20,8        | 110         | 152         | +69         |
|                   | CSU               | 3.271.730   | 6,6         | 44          | 2.963.732   | 6,0         | -           | 44          | -1          |
|                   | Die Linke         | 3.932.584   | 7,9         | 6           | 4.355.382   | 8,8         | 58          | 64          | +25         |
|                   | SSW               | 58.773      | 0,1         | -           | 76.126      | 0,2         | 1           | 1           | -           |
|                   | BSW               | 299.226     | 0,6         | -           | 2.468.670   | 4,97        | -           | -           | -           |
|                   | Overige           | 2.157.591   | 4,31        | -           | 2.197.691   | 4,33        | -           | -           | -           |
| Totaal            | Totaal            | 49.498.186  | 100         | 276         | 49.642.087  | 100         | 354         | 630         |             |
|                   |                   |             |             |             |             |             |             |             |             |
| Kiesgerechtigden  | Kiesgerechtigden  | 60.490.603  |             |             | 60.490.603  |             |             |             |             |
| Kiezers           | Kiezers           | 49.927.315  | 82,5        |             | 49.927.315  | 82,5        |             |             |             |
| Geldige stemmen   | Geldige stemmen   | 49.498.185  | 99,1        |             | 49.642.087  | 99,4        |             |             |             |
| Ongeldige stemmen | Ongeldige stemmen | 429.129     | 0,9         |             | 285.228     | 0,6         |             |             |             |

Bron:  
1949 · 1953 · 1957 · 1961 · 1965 · 1969 · 1972 · 1976 · 1980 · 1983 · 1987 · 1990 · 1994 · 1998 · 2002 · 2005 · 2009 · 2013 · 2017 · 2021 · 2025